# Мужская сборная Сербии и Черногории по водному поло
Мужская сборная Сербии и Черногории по водному поло — национальная ватерпольная команда, в 2003—2006 годах представлявшая Сербию и Черногорию на международной арене. Управляющей организацией являлась Ассоциация водного пола Сербии и Черногории (англ. Water Polo Association of Serbia and Montenegro).
В 1992—2002 годах сборная называлась «Мужская сборная Союзной Республики Югославия по водному поло» и представляла существовавшую в тот период Союзную Республику Югославия; соответственно, управляющей организацией являлась Ассоциация водного пола Союзной Республики Югославия (англ. Water Polo Association of FR Yugoslavia).
До 1992 года ватерполисты Сербии и ватерполисты Черногории выступали в мужской сборной Югославии, после 2006 года — соответственно в мужской сборной Сербии и в мужской сборной Черногории.

## Результаты выступлений

### Олимпийские игры
| Год                          | Место          | И              | В              | Н              | П              | ГЗ             | ГП             | +/-            |
| ---------------------------- | -------------- | -------------- | -------------- | -------------- | -------------- | -------------- | -------------- | -------------- |
| 1900—1988                    | не участвовали | не участвовали | не участвовали | не участвовали | не участвовали | не участвовали | не участвовали | не участвовали |
| Союзная Республика Югославия |                |                |                |                |                |                |                |                |
| 1992                         | не участвовали | не участвовали | не участвовали | не участвовали | не участвовали | не участвовали | не участвовали | не участвовали |
| 1996                         | 8              | 8              | 3              | 1              | 4              | 75             | 80             | -5             |
| 2000                         | 3              | 8              | 6              | 1              | 1              | 63             | 36             | +27            |
| Сербия и Черногория          |                |                |                |                |                |                |                |                |
| 2004                         | 2              | 8              | 6              | 0              | 2              | 58             | 42             | +16            |
| 2008—н. в.                   | не участвовали | не участвовали | не участвовали | не участвовали | не участвовали | не участвовали | не участвовали | не участвовали |

### Чемпионаты мира
| Год                          | Место                                   | И                                       | В                                       | Н                                       | П                                       | ГЗ                                      | ГП                                      | +/-                                     |
| ---------------------------- | --------------------------------------- | --------------------------------------- | --------------------------------------- | --------------------------------------- | --------------------------------------- | --------------------------------------- | --------------------------------------- | --------------------------------------- |
| 1973—1991                    | участвовали в составе сборной Югославии | участвовали в составе сборной Югославии | участвовали в составе сборной Югославии | участвовали в составе сборной Югославии | участвовали в составе сборной Югославии | участвовали в составе сборной Югославии | участвовали в составе сборной Югославии | участвовали в составе сборной Югославии |
| Союзная Республика Югославия |                                         |                                         |                                         |                                         |                                         |                                         |                                         |                                         |
| 1994                         | не участвовали                          | не участвовали                          | не участвовали                          | не участвовали                          | не участвовали                          | не участвовали                          | не участвовали                          | не участвовали                          |
| 1998                         | 3                                       | 8                                       | 5                                       | 1                                       | 2                                       | 77                                      | 49                                      | +28                                     |
| 2001                         | 2                                       | 8                                       | 6                                       | 1                                       | 1                                       | 62                                      | 42                                      | +20                                     |
| Сербия и Черногория          |                                         |                                         |                                         |                                         |                                         |                                         |                                         |                                         |
| 2003                         | 3                                       | 7                                       | 5                                       | 1                                       | 1                                       | 55                                      | 33                                      | +22                                     |
| 2005                         | 1                                       | 6                                       | 6                                       | 0                                       | 0                                       | 69                                      | 29                                      | +40                                     |
| 2007—н. в.                   | не участвовали                          | не участвовали                          | не участвовали                          | не участвовали                          | не участвовали                          | не участвовали                          | не участвовали                          | не участвовали                          |

### Кубок мира
| Год                          | Место                                   | И                                       | В                                       | Н                                       | П                                       | ГЗ                                      | ГП                                      | +/-                                     |
| ---------------------------- | --------------------------------------- | --------------------------------------- | --------------------------------------- | --------------------------------------- | --------------------------------------- | --------------------------------------- | --------------------------------------- | --------------------------------------- |
| 1979—1991                    | участвовали в составе сборной Югославии | участвовали в составе сборной Югославии | участвовали в составе сборной Югославии | участвовали в составе сборной Югославии | участвовали в составе сборной Югославии | участвовали в составе сборной Югославии | участвовали в составе сборной Югославии | участвовали в составе сборной Югославии |
| Союзная Республика Югославия |                                         |                                         |                                         |                                         |                                         |                                         |                                         |                                         |
| 1993—1995                    | не участвовали                          | не участвовали                          | не участвовали                          | не участвовали                          | не участвовали                          | не участвовали                          | не участвовали                          | не участвовали                          |
| 1997                         | 7                                       | 5                                       | 2                                       | 0                                       | 3                                       | 32                                      | 37                                      | -5                                      |
| 1999                         | 5                                       | 5                                       | 4                                       | 0                                       | 1                                       | 34                                      | 29                                      | +5                                      |
| 2002                         | 3                                       | 5                                       | 3                                       | 0                                       | 2                                       | 37                                      | 30                                      | +7                                      |
| Сербия и Черногория          |                                         |                                         |                                         |                                         |                                         |                                         |                                         |                                         |
| 2006                         | 1                                       | 5                                       | 5                                       | 0                                       | 0                                       | 52                                      | 38                                      | +14                                     |
| 2010—н. в.                   | не участвовали                          | не участвовали                          | не участвовали                          | не участвовали                          | не участвовали                          | не участвовали                          | не участвовали                          | не участвовали                          |

### Мировая лига
| Год        | Место          | И              | В              | Н              | П              | ГЗ             | ГП             | +/-            |
| ---------- | -------------- | -------------- | -------------- | -------------- | -------------- | -------------- | -------------- | -------------- |
| 2002       | не участвовали | не участвовали | не участвовали | не участвовали | не участвовали | не участвовали | не участвовали | не участвовали |
| 2003       | 4              | 6              | 2              | 0              | 4              | 61             | 53             | +8             |
| 2004       | 2              | 15             | 10             | 0              | 5              | 163            | 132            | +31            |
| 2005       | 1              | 14             | 13             | 0              | 1              | 165            | 93             | +72            |
| 2006       | 1              | 17             | 15             | 0              | 2              | 192            | 121            | +71            |
| 2007—н. в. | не участвовали | не участвовали | не участвовали | не участвовали | не участвовали | не участвовали | не участвовали | не участвовали |

### Чемпионаты Европы
| Год                          | Место                                   | И                                       | В                                       | Н                                       | П                                       | ГЗ                                      | ГП                                      | +/-                                     |
| ---------------------------- | --------------------------------------- | --------------------------------------- | --------------------------------------- | --------------------------------------- | --------------------------------------- | --------------------------------------- | --------------------------------------- | --------------------------------------- |
| 1926—1992                    | участвовали в составе сборной Югославии | участвовали в составе сборной Югославии | участвовали в составе сборной Югославии | участвовали в составе сборной Югославии | участвовали в составе сборной Югославии | участвовали в составе сборной Югославии | участвовали в составе сборной Югославии | участвовали в составе сборной Югославии |
| Союзная Республика Югославия |                                         |                                         |                                         |                                         |                                         |                                         |                                         |                                         |
| 1993—1995                    | не участвовали                          | не участвовали                          | не участвовали                          | не участвовали                          | не участвовали                          | не участвовали                          | не участвовали                          | не участвовали                          |
| 1997                         | 2                                       | 8                                       | 6                                       | 1                                       | 1                                       | 52                                      | 39                                      | +13                                     |
| 1999                         | 7                                       | 8                                       | 3                                       | 1                                       | 4                                       | 56                                      | 55                                      | +1                                      |
| 2001                         | 1                                       | 8                                       | 8                                       | 0                                       | 0                                       | 71                                      | 50                                      | +21                                     |
| Сербия и Черногория          |                                         |                                         |                                         |                                         |                                         |                                         |                                         |                                         |
| 2003                         | 1                                       | 8                                       | 7                                       | 0                                       | 1                                       | 85                                      | 50                                      | +35                                     |
| 2006—н. в.                   | не участвовали                          | не участвовали                          | не участвовали                          | не участвовали                          | не участвовали                          | не участвовали                          | не участвовали                          | не участвовали                          |